# Theon Greyjoy
Theon Greyjoy est l'un des personnages de la saga Le Trône de fer écrite par George R. R. Martin. Il est le fils du seigneur Balon Greyjoy des Îles de fer.
Dans le feuilleton télévisé Game of Thrones le personnage est incarné par Alfie Allen.

## Histoire

### Dans la série

#### Saison 1
Theon est présenté comme l'otage et la pupille de Lord Eddard Stark, issu de l'échec de la rébellion Greyjoy. Malgré sa position, il reste fidèle à Eddard et est un bon ami de ses fils Robb et Jon. Bien qu'il n'ait jamais remis en question sa position, il commence bientôt à avoir des doutes après que Tyrion Lannister lui ait dit qu'il n'était rien de plus qu'un serviteur des Starks et que tout le monde ne le respectait pas. Néanmoins, Theon reste initialement fidèle à Robb après son entrée en guerre contre les Lannister et soutient sa décision de faire sécession du Nord des Sept Royaumes et de former son propre royaume.

#### Saison 2
Theon est envoyé dans les Îles de Fer pour persuader Balon de s'allier aux Starks contre les Lannister, mais Balon a plutôt l'intention de conquérir le Nord pendant que son armée combat dans les Terres de l'Ouest. Theon est insulté lorsqu'il reçoit le commandement d'un seul navire pour attaquer les Roches et envisage d'envoyer un avertissement à Robb, mais décide finalement de rester fidèle à sa famille. Lorsque son équipage se montre irrespectueux envers Theon, son second Dagmer Cleftjaw suggère à Theon de faire ses preuves en capturant Winterfell. Theon attire la garnison Stark loin de Winterfell et s'empare facilement du château, mais est obligé d'exécuter son ancien mentor Ser Rodrik Cassel lorsqu'il refuse de céder. La sauvage Osha séduit Theon pour permettre à Bran et Rickon Stark de s'échapper. Les hommes de Theon sont incapables de les capturer et Theon tue deux garçons de ferme pour faire passer leurs corps comme ceux des garçons Stark, un acte pour lequel il se sent bientôt coupable.
Theon demande à sa sœur Yara d'apporter des renforts, mais elle arrive avec une force dérisoire pour avertir Theon de sa position intenable et de retourner aux Îles de Fer. Theon refuse, et peu de temps après, Winterfell est assiégée par des hommes de la maison Bolton commandés par (alors sans nom) Ramsay Snow, le fils bâtard sadique de Lord Roose Bolton. Theon tente de rallier ses hommes pour se battre jusqu'à la mort, mais ils l'assomment et le livrent à Ramsay, dans l'espoir d'une amnistie. Ramsay désobéit à ses ordres de libérer les Fer-nés et les écorche tous avant de brûler Winterfell et de ramener Theon à Fort-Terreur en tant que prisonnier.

#### Saison 3
Theon est fait prisonnier et torturé dans un château inconnu, mais parvient plus tard à s'échapper avec l'aide d'un garçon de service qui prétend travailler pour Yara. Il est ramené au château dont il s'est échappé, le garçon de service se révélant être en réalité son ravisseur, Ramsay Snow. Theon est ensuite brutalement torturé, écorché et apparemment castré par Ramsay, qui le force à se renommer Schlingue, le bat et l'enferme avec ses chiens jusqu'à ce qu'il se soumette à son nouveau nom.
Ce qui est prétendu être le pénis de Theon est envoyé dans une boîte à Balon, Ramsay menaçant de mutiler davantage Theon à moins que les Fer-nés ne se retirent du Nord. Balon refuse, car Theon l'a défié et pense qu'il est désormais incapable de faire avancer la lignée des Greyjoy. Outrée, Yara répond qu'elle compte sauver son frère de son propre chef.

#### Saison 4
Theon, se soumettant à son identité de Schlingue, a été libéré de ses contraintes mais reste prisonnier de Ramsay, résidant dans le chenil avec les chiens de Ramsay. Yara infiltre Fort-Terreur, mais il refuse de l'accompagner, et Yara est obligée de fuir lorsque Ramsay libère ses chiens. Impressionné par la loyauté de Theon, Ramsay lui fait reprendre son identité de Theon Greyjoy pour accéder à Moat Cailin, une forteresse occupée par les Fer-Nés qui empêche les forces de Bolton de retourner vers le Nord. Theon promet que Ramsay accordera l'amnistie aux Fer-Nés s'ils se rendent, mais Ramsay revient sur sa parole et fait écorcher la garnison. Ensuite, Theon accompagne Ramsay (maintenant légitimé en tant que Bolton) et le reste de la Maison Bolton alors qu'ils se déplacent pour occuper Winterfell.

#### Saison 5
Theon est stupéfait d'apprendre que Ramsay a été fiancée à Sansa Stark. Il essaie de l'éviter jusqu'à ce que l'amante psychotique de Ramsay, Myranda, conduise Sansa aux dortoirs de Theon, une cage dans le chenil. Après avoir appris leurs retrouvailles, Ramsay implique Theon dans la torture de Sansa en le faisant témoin de leur mariage, puis le force à le regarder la violer lors de leur nuit de noces. Sansa demande l'aide de Theon pour échapper à Ramsay, mais Theon, souhaitant lui épargner la colère de Ramsay, prévient à la place Ramsay, l'amenant à écorcher la femme de chambre qui avait tenté d'aider Sansa à s'échapper. Lorsque Sansa confronte Theon, il avoue qu'il n'a pas tué ses frères, mais il a trop peur pour donner plus d'informations.
Tandis que Ramsay et l'armée de Bolton attaquent les forces de Stannis Baratheon, Sansa fait une autre tentative d'évasion, mais est rattrapée et menacée par Myranda. Finalement, Theon tue Myranda en la poussant d'une passerelle, juste au moment où les Bolton victorieux reviennent. Plutôt que d'affronter la colère de Ramsay, Theon et Sansa sautent des remparts de Winterfell dans la neige et s'enfuient.

#### Saison 6
Theon et Sansa sont capturés par des chasseurs de Bolton dans les bois entourant Winterfell, mais sont sauvés par l'arrivée de Brienne de Tarth et Podrick Payne, qui tuent les chasseurs. Bien que Sansa et Brienne décident de se diriger vers ChateauNoir, où Jon Snow est le Lord Commandant de la Garde de nuit, Theon lui dit qu'il ne mérite pas le pardon des Starks et décide à la place de retourner aux Îles de Fer. Theon y retourne pour découvrir que Balon est mort et propose de soutenir Yara aux États généraux de la royauté, une cérémonie au cours de laquelle les Fer-Nés élisent leur nouveau chef. Cependant, les États généraux sont remportés par l'oncle de Theon, Euron Greyjoy, qui admet avoir tué Balon mais conquiert les Fer-Nés en promettant de conquérir Westeros en se mariant avec Daenerys Targaryen, qui possède les seuls dragons vivants connus au monde. Supposant à juste titre qu'Euron les fera mettre à mort, Theon, Yara et leurs loyalistes fuient les Îles de Fer avec les meilleurs navires de la Flotte de Fer. Theon reste psychologiquement traumatisé par la torture de Ramsay, mais Yara le presse de trouver du courage. Ils se rendent à Meereen, que Daenerys a pris comme siège, et forment une alliance avec elle. Pendant ce temps, Theon fait amende honorable auprès de Tyrion Lannister qui est le conseiller de Daenerys. Theon et Yara rejoignent ensuite Daenerys alors qu'elle met le cap sur Westeros.

#### Saison 7
Après que Daenerys se soit emparée de Peyredragon comme base pour l'invasion de Westeros, Theon et Yara sont envoyés avec Ellaria Sand et les Serpents des Sables à Dorne pour transporter leur armée afin d'assiéger Port-Réal. Cependant, la flotte de Yara est attaquée par Euron dans le Détroit, Euron emmenant personnellement Yara captive. Le Trouble de stress post-traumatique de Theon se déclenche après avoir assisté au carnage et il saute par-dessus bord, étant secouru quelque temps plus tard par des survivants de la bataille peu impressionnés par sa lâcheté.
Theon retourne à Peyredragon, demandant l'aide de Daenerys pour libérer Yara, mais découvre que Daenerys est parti affronter l'armée Lannister sur la route des Roses. Il est confronté à Jon Snow, désormais roi du Nord après avoir vaincu Ramsay. Theon s'enquiert du bien-être de Sansa. Jon attrape Theon par les revers et lui dit furieusement que sa vie n'est épargnée que depuis qu'il a aidé à sauver Sansa.
Après que Jon ait capturé un marcheur blanc au-delà du Mur, Theon rejoint Daenerys, Jon et leurs suites alors qu'ils présentent le marcheur blanc à la reine Cersei Lannister comme preuve de la menace du Nord. Au cours de la réunion, Theon est confronté à Euron, qui menace d'exécuter Yara si Theon ne se met pas à genoux devant lui. De retour à Peyredragon, Theon parle à Jon, qui le rassure que Theon est à la fois un Stark et un Greyjoy et lui pardonne, le pressant de trouver et de sauver Yara. Inspiré par cela et se rappelant que Yara était la seule à avoir tenté de le libérer de Ramsay, Theon ordonne aux survivants Fer-Nés de l'aider à libérer Yara. Leur chef, Harrag, défie Theon et le bat presque à mort, mais Theon finit par prendre le dessus et bat Harrag de manière insensée. Ayant retrouvé le respect des Fer-Nés, Theon conduit ses hommes pour retrouver Yara.

#### Saison 8
Theon et ses hommes infiltrent le navire d'Euron et sauvent Yara. Celle-ci décide de reprendre les îles de Fer pendant qu'Euron est préoccupé à Port-Réal, mais donne à Theon sa bénédiction pour se rendre à Winterfell avec ses hommes pour se tenir aux côtés des Starks contre les Marcheurs blancs. Il retrouve Sansa et promet fidélité à la maison Stark pour la bataille imminente.
Lors du conseil de guerre avant la bataille, Bran (qui a depuis développé ses capacités de vision pour devenir le Corbeau à trois yeux) déclare qu'il attendra dans le bois sacré pour attirer le Roi de la Nuit, commandant des Marcheurs Blancs. Theon se porte volontaire pour le défendre avec les Fer-Nés. Tout en se préparant au combat, Theon tente de s'excuser auprès de Bran pour ses méfaits, mais Bran le rassure que ses actions l'ont finalement ramené « chez lui » à Winterfell.
Theon défend Bran contre les morts-vivants jusqu'à ce qu'il soit le dernier survivant, mais le Roi de la Nuit arrive. Theon charge le Roi de la Nuit qui l'empale avec sa propre lance avant qu'il ne soit lui-même tué par Arya Stark. Au lendemain de la Longue Nuit, Theon est incinéré avec ceux tués au combat.

### Dans les romans
À l'âge de 10 ans, lors de l'échec de la rébellion Greyjoy, Theon devient « pupille » de lord Eddard Stark. En réalité, il est otage des Stark. Le roi Robert Baratheon avait en effet choisi cette stratégie pour empêcher le roi Balon de tenter une nouvelle rébellion. Lors de ses années comme pupille, il ne se lie d'amitié qu'avec Robb Stark, le fils aîné de lord Eddard, bien que celui-ci soit de quatre ans son aîné. Il lorgne également sur Sansa Stark, espérant obtenir sa main pour devenir définitivement le fils de lord Eddard. 
C'est ainsi que, lorsque la guerre éclate à cause de la capture de Tyrion Lannister par Catelyn Stark et de la mort du roi Robert et de lord Eddard Stark, Theon se voit faire partie de l'état-major de Robb Stark, qui se fait alors appeler « Roi du Nord ». Ce dernier, lui faisant désormais confiance comme à son propre frère, le renvoie chez lui pour requérir l'aide des fer-nés, quitte à reconnaître leur souveraineté sur les îles de fer, malgré la désapprobation de Catelyn Stark.
Profitant de cette occasion, Theon prévoit de retrouver ses droits d'héritier sur le trône de Grès, mais arrivé à Pyk il se rend compte qu'il n'est plus considéré comme un véritable fer-né. Son oncle Aeron Greyjoy l'asperge d'eau de mer pour le purifier de son séjour chez les Stark et son propre père se moque de lui et de la faiblesse qui l'a ramolli alors qu'il était loin des Îles de fer, où la vie est très rude. Il brûle même la lettre de Robb Stark en déclarant qu'aucun Stark ne lui donnera le droit d'être ou non le roi de ses propres îles.
Ainsi, les raids des Fer-nés commencent sur les côtes de Westeros et Theon se voit humilié de plus en plus par sa sœur Asha  et ses propres oncles Aeron et Victarion, qui ne voient plus en lui qu'une brebis au milieu d'une meute de loups. Il se voit attribuer un commandement dérisoire et des missions sans importance qui ne lui rapportent aucune gloire. Il décide alors d'accomplir un fait qui prouvera aux yeux des siens qu'il est tout à fait capable : s'emparer de Winterfell, la place-forte du Nord, le foyer de feu lord Stark où Theon a passé son enfance et où résident actuellement les deux frères cadets de Robb, Bran Stark et Rickon Stark.
La capture du château se fait sans anicroches, le jeune Greyjoy ayant profité d'une diversion pour éloigner ser Rodrik Cassel. Cependant, les deux jeunes Stark parviennent à s'enfuir et Theon, afin de ne pas perdre la face, fait croire à leur mort en se servant du corps de deux enfants. Il s'attire ainsi les foudres de l'armée du nord, qui revient en force, menée par Rodrik Cassel, pour reprendre Winterfell.
Schlingue, un prisonnier que Theon a libéré de ses chaînes à Winterfell, lui propose son aide en lui promettant de revenir avec des hommes prêts à défendre le bastion. Ne voyant d'autre choix, Theon lui fait confiance et le laisse partir. Lorsque les troupes de ser Rodrik parviennent aux portes de Winterfell, Theon se croit trahi, mais Schlingue fait alors son entrée avec un bataillon de soldats du nord et engage la bataille devant les murs de la forteresse. Il sort vainqueur et Theon le fait entrer victorieux et lui promet de nombreuses récompenses. Schlingue se moque alors du jeune Greyjoy et dévoile sa véritable identité, Ramsay Snow, le fils bâtard de lord Roose Bolton, un des seigneurs du nord qui trahira par la suite Robb Stark. Theon est fait prisonnier du bâtard Bolton et est emmené à Fort-Terreur après la mise à sac et l'incendie de Winterfell. On n'aura alors de nouvelles de lui qu'un doigt coupé que Ramsay enverra à son père pour que celui-ci puisse le montrer à lady Catelyn Stark. Les fer-nés, eux, ne s'occupent plus de lui, estimant qu'il a tout simplement échoué. 
Dans A Dance with Dragons, on apprend qu'il a perdu des doigts et des orteils (deux doigts coupés à la main gauche : l'annulaire et l'index, et le petit doigt à la main droite) et qu'il a été aussi écorché par les jeux sadiques et pervers de Ramsay Bolton. Ramsay le nomme Schlingue et le fait vivre parmi ses chiens. Néanmoins, Theon reste en vie car Roose Bolton a des projets pour lui, comme être le témoin du mariage de Ramsay avec la fille d'Eddard Stark, Arya, qui en réalité se trouve être Jeyne Poole. Roose Bolton prévoit également de le faire hériter des îles de Fer lorsque la guerre avec Stannis Baratheon sera terminée. Arrivé à Winterfell pour le mariage, il fait partie malgré lui d'un complot dirigé par Mance Rayder pour libérer l'épouse de Ramsay. Le plan tourne mal mais Théon s'échappe avec la jeune fille à l'extérieur des remparts de Winterfell. Des émissaires de Braavos les trouvent et les emmènent au campement de Stannis, où Asha, qui y est également prisonnière, est effarée de voir l'état dans lequel se trouve son frère.

## Concept et création
Alfie Allen interprète le rôle de Theon Greyjoy dans la série télévisée basée sur les romans. L'on remarquera aussi qu'outre les doigts mutilés, Ramsay Bolton l'émascule (fait qui est sous-entendu de façon floue dans le livre) et ce sont ses organes génitaux qu'il envoie au père de Théon, alors que celui-ci est mort lorsque Théon est torturé dans le livre.